# Ruth Malcomson
Ruth Malcomson (16 avril 1906 - 25 juin 1988) est, à l'âge de 18 ans, la troisième Miss America, en 1924. Ruth Malcomson, originaire de Philadelphie, en Pennsylvanie, est la gagnante amateur du concours de 1923 et bat, un an plus tard, après plusieurs heures de délibérations, Mary Katherine Campbell, qui était en quête de sa troisième couronne consécutive. L'année suivante, elle décide de ne pas défendre son titre parce qu'elle croyait que les professionnels participaient au concours interurbain alors qu'un film hollywoodien devait être tourné autour du spectacle de 1925. Sa décision suscite la controverse dans la presse et de fausses spéculations sur le fait que le concours n'était pas en plein essor. En tant que Miss America, elle visite les hôpitaux, écoles, foyers pour personnes âgées et d'autres endroits autour de Philadelphie, sa ville natale. Après son rôle de Miss America, elle travaille pour une société de photographie. Pendant la Seconde Guerre mondiale, elle fait du bénévolat auprès de la Croix-Rouge américaine et de la Croix-Rouge junior, et est honorée, plus tard. Quelques années plus tard, elle se marie avec Carl Schaubel, et profite d'une vie tranquille à Broomall, « La vie simple pour moi » déclare-t-elle plus tard. Elle meurt le 25 juin 1988, à l'âge de 82 ans, et est enterrée à Drexel Hill en Pennsylvanie.

### Source de la traduction
- (en) Cet article est partiellement ou en totalité issu de l’article de Wikipédia en anglais intitulé « Ruth Malcomson » (voir la liste des auteurs).